# Dick Gibson
Pas d'image ? Cliquez ici
Richard Gibson ou Dick Gibson, né le 16 avril 1918 à Bourne et mort le 17 décembre 2010 à Cadix, est un pilote automobile britannique.

## Biographie
Propriétaire d'un garage à Barnstaple, Dick Gibson réalise plusieurs courses de monoplaces, avec notamment deux participations en Formule 1 lors des Grand Prix d’Allemagne 1957 et 1958, qui se terminent tous deux sur des abandons dans les tout premiers tours sur des problèmes mécaniques,.

## Résultats en championnat du monde de Formule 1
| Saison | Écurie | Châssis    | Moteur            | Pneus  | GP disputé | Résultat | Points inscrits | Classement |
| ------ | ------ | ---------- | ----------------- | ------ | ---------- | -------- | --------------- | ---------- |
| 1957   | Privé  | Cooper T43 | Climax FPF 1.5 L4 | Dunlop | Allemagne  | Abandon  | 0               | non classé |
| 1958   | Privé  | Cooper T43 | Climax FPF 1.5 L4 | Dunlop | Allemagne  | Abandon  | 0               | non classé |